# Marjan Sax

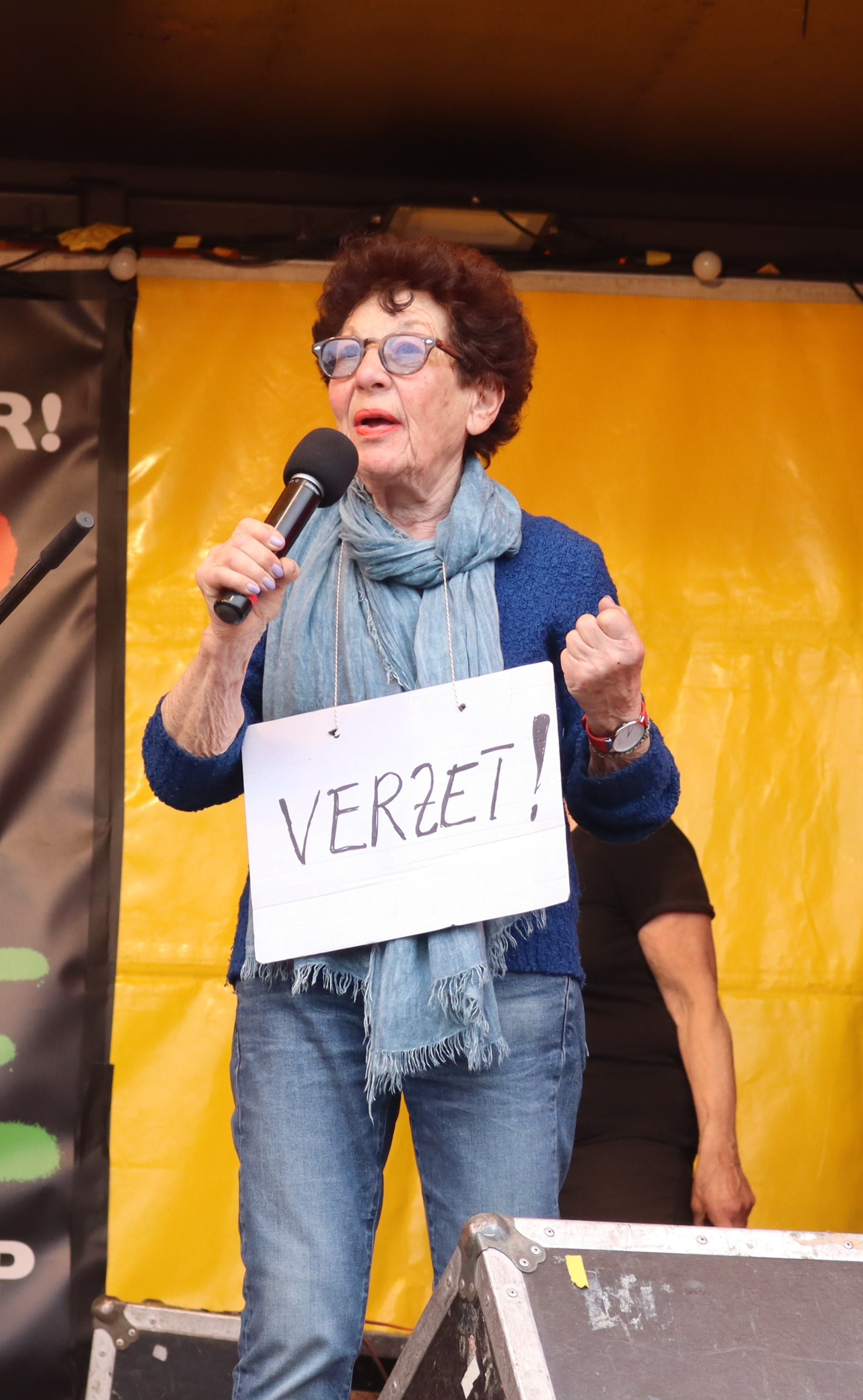
Marjan Sax, 2025

Marjan Sax (* 26. Dezember 1947 in Amsterdam) ist eine Feministin, LGBT-Aktivistin und (Mit)Gründerin verschiedener feministischer Einrichtungen, wie Dolle Mina und die Stichting Mama Cash. Sie hat auch beratende Funktionen im Wohltätigkeitssektor.

## Leben
Majan Sax wurde am 26. Dezember 1947 in Amsterdam als Tochter des vormaligen Viehhändlers Josef Sax (1902–1973) aus Aschendorf und Else Sax (geb. Carsch, 1910–1959) aus Düsseldorf, beide vor dem Naziregime geflohene und in Amsterdam untergetauchte Juden, geboren. Sie studierte Politikwissenschaft an der Universiteit van Amsterdam. Von April 1977 bis 1981 war sie Teamleiter der Open School in Amsterdam-Noord. Von März 1983 bis Juni 1986 war sie als Forscherin bei der Stichting Vrouw & Media tätig, worin sie u. a. den weiblichen Anteil der Belegschaft unter den Journalisten niederländischer Tageszeitungen untersuchte. Seit 2003 arbeitet Sax als unabhängige Beraterin, daneben ist sie Publizistin und Mitglied verschiedener Gremien.

## Aktivitäten
Sax engagierte sich in der frühen feministischen Bewegung Dolle Mina und war Mitbegründerin einer Anzahl feministischer Organisationen, so 1973 das Amsterdamer Vrouwenhuis, die Pro-Abtreibungsgruppe Wij Vrouwen Eisen 1974, die Abteilung Frauenforschung an der Amsterdamer Universität und auch des „Saarein“, die älteste und heute noch existierende Frauenkneipe der Niederlande, gegründet 1978, worin in den Anfangsjahren ein lesbisch-feministisches Kollektiv Mutter-Tochter-Tage, Poesie-Abende, Gesangstage und Mottopartys organisierte. Sie war auch 1982 Mitgründerin des Lesbischen Archivs Amsterdam (heute integriert im Internationaal Homo/Lesbisch Informatiecentrum en Archief). Sax nahm auch teil an verschiedenen feministischen Aktionen. So gehörte sie 1976 zu den Besetzern der Abtreibungsklinik Bloemenhove in Heemstede, welche geschlossen werden sollte (die Schließung konnte abgewendet werden und die Klinik besteht bis heute). Diese Besetzungsaktion spielte eine Rolle bei der Legalisierung des Schwangerschaftsabbruchs in den Niederlanden. Sax führte Buch über die Tage der Besetzung und veröffentlichte dieses am 2. Juni desselben Jahres im De Groene Amsterdammer.
1982 gründete Sax mit vier weiteren Frauen die Stichting Mama Cash, worin sie bis 2003 verschiedene Führungsposten bekleidete. Mama Cash stellt Mittel für Frauenprojekte zur Verfügung, die Emanzipation und Feminismus fördern. Hierbei half es, dass Sax seit Jahren über ein beträchtliches Erbe verfügte und 1982 Mama Cash ein zinsloses Darlehen von 2,5 Millionen Gulden gab (dies entspricht etwa, inflationsbereinigt, heutigen 2,4 Millionen Euro).
In den 1980er und 1990er Jahren war Sax am Roze Draad aktiv beteiligt, einer feministischen Unterstützerbewegung des zu seiner Zeit neuartigen Vereins zum Schutz und Unterstützung von Sexarbeiterinnen namens De Rode Draad (1985–2012). Des Weiteren wirkte sie bei Vrouwen tegen Uitzetting (dt.: Frauen gegen Ausweisung), ein Zusammenschluss von Freiwilligen zur Unterstützung weiblicher Asylbewerber. Sie ist Mitglied im Ehrenrat der israelkritischen Stichting Een Ander Joods Geluid.
Das Archiv von Marjan Sax wird im Atria, instituut voor vrouwengeschiedenis aufbewahrt.

## Auszeichnungen
Sax erhielt für ihr Engagement für die niederländische Frauenbewegung verschiedene Auszeichnungen, darunter 1995 den Zilveren Anjer vom Prins Bernhard Cultuurfonds und 1997 den Bob Angelo Penning der LGBT-Vereinigung COC Nederland.

## Bibliografie (Auswahl)
- 1986 mit Els Diekerhof und Mirjam Elias: Voor zover plaats aan de perstafel, Meulenhoff, ISBN 9029095466
- 1989 mit Knaar Visser und Marjo Boer: Zand erover? (deutscher Titel: Begraben und Vergessen? Ein Begleitbuch zu Tod, Abschied und Bestattung, 1993), Dekker, Schorer, ISBN 9050710778, Dritte Auflage 1991
- 1992 mit Sjuul Deckwitz (redaktionell): Op een oude fiets moet je het leren, Schorer, ISBN 9060128850